# 彩木優花
彩木 優花（あやき ゆか、1972年7月8日 - ）は、東京都出身の元女優、ピアニスト。本名は横田 優花（よこた ゆか）。

## 略歴
ヤマハ音楽院卒。幼少よりピアノを習い、ヤマハ音楽院でもピアノを専攻。
1990年に水戸黄門第20部記念で行われた「ミス水戸黄門コンテスト」に本名の横田優花で応募し、応募者約8,600人の中からグランプリに選ばれ、東京放送代表として出演。
ミス水戸黄門を機に、「水戸黄門」や「大岡越前」をはじめTBS系時代劇に出演し、舞台などでも活躍。愛らしいキャラクターが当時の出演者たちを和ませていた。2000年に自費制作でCD「ONE AFTER ANOTHER」をリリース。現在は女優業を引退し、ヤマハ音楽教室で講師をするかたわら、石黒豪(チェロ)らと「ピアノ・トリオ・ルーチェ」というユニットを中心にミニコンサートなどを定期的に開きながらピアニストとしても活躍している。
2016年5月20日、自身のFacebookにて、第一子(女児)を出産していたことを公表する。

## 出演

### テレビドラマ
- ナショナル劇場（TBS）
  - 水戸黄門（C.A.L）
    - 第20部 - お京 役 ※ ミス水戸黄門東京放送代表として横田優花名義での出演。
      - 第9話「黄門様の商ん人修行 -大坂-」（1991年1月7日）
      - 第10話「悪を裁いた仇討ち芝居 -姫路-」（1991年1月14日）
      - 第11話「陰謀渦巻く高松城 -高松-」（1991年1月21日）

    - 第21部
      - 第21話「身ぐるみ剥がれた黄門様 -伊丹-」（1992年8月24日） - お糸 役

    - 第23部
      - 第1話「水戸黄門 -水戸-」（1994年8月1日） - かつら 役
      - 第18話「闇夜に咲いた女義賊 -米子-」（1994年12月5日） - おさわ 役

    - 第24部 - 神谷絹江 役
      - 第1話「水戸黄門 -水戸・江戸-」（1995年9月11日）
      - 第37話「陰謀砕いた江戸の空 -江戸-」（1996年6月10日）

  - 大岡越前（C.A.L）
    - 第13部（1992年11月16日 - 1993年5月10日） - お君 役
    - 第14部（1996年6月17日 - 12月2日） - お秋 役

  - 江戸を斬るVIII 第1話 - 第3話、第7話 - 第8話、第10話 - 第17話、第19話 - 第26話（1994年、C.A.L） - お夏 役
  - 水戸黄門外伝 かげろう忍法帖（1995年5月22日 - 9月4日、C.A.L） - 梓 役（かげろうお銀配下のくノ一）
- 月曜ドラマスペシャル（TBS）
  - 一色京太郎事件ノート - 小つる 役
    - 第1作「祇園花見小路殺人事件」（1995年2月13日）
    - 第2作「京都栂ノ尾殺人事件」（1996年6月3日）
    - 第3作「京都鞍馬貴船川殺人事件」（1996年11月11日）
- 花王 愛の劇場（TBS）
  - 夏は秘密がいっぱい!（1994年7月25日 - 9月30日）

### その他ドラマ
- 社長になった若大将（1992年4月16日 - 7月30日、TBS） - 梅子
- お助け同心が行く! 第6話「偽証（うそ）」（1993年5月14日、テレビ東京）
- おやじのヒゲ17（1994年8月29日、TBS）
- 特命係長 只野仁 2ndシーズン 第19話「銀座の女」（2005年3月5日、テレビ朝日）